# Đorđe Protić
Đorđe Protić, en serbe cyrillique Ђорђе Протић (né à Bela Crkva près de Krupanj en 1793 – mort à Belgrade le 7 décembre 1857) était un homme politique serbe. Il fut ministre et représentant du prince, à un moment où la Serbie était une principauté autonome à l’intérieur de l’Empire ottoman.

## Biographie
Sous le règne du prince Miloš Ier Obrenović, Đorđe Protić travailla aux questions judiciaires jusqu’en 1829.
En 1835, il fut pendant quelques mois membre du Conseil, puis président de la Cour de justice de Belgrade.
À partir de 1837, il fut membre de la commission chargée de la préparation des lois.
Du 15 mai 1840 au 7 septembre 1842, il fut le représentant du prince Michel III Obrenović, l’équivalent d’un Premier ministre.
Mais en 1842, le prince Michel fut renversé par une rébellion conduite par Toma Vučić-Perišić, un des chefs des "défenseurs de la Constitution". À la faveur de cette rébellion, la famille des Karađorđević accèda au pouvoir en la personne du prince Alexandre. Fidèle aux Obrenović, Đorđe Protić dut quitter la Serbie.
Il vécut en exil de 1842 à 1857.